# Погорілка (Абатський район)
Погорі́лка (рос. Погорелка) — присілок у складі Абатського району Тюменської області, Росія.
Населення — 124 особи (2010, 172 у 2002).
Національний склад станом на 2002 рік:
- росіяни — 95 %